# Filth (film)
Filth è un film del 2013 scritto e diretto da Jon S. Baird.
La pellicola, con protagonista James McAvoy, è l'adattamento cinematografico del romanzo Il Lercio (Filth) di Irvine Welsh, che è anche produttore esecutivo del film.

## Trama
Bruce Robertson è un detective della polizia di Edimburgo che tiene comportamenti tutt'altro che conformi al suo ruolo: abusa infatti di alcol e droghe, ha una vita sessuale molto promiscua e soprattutto si diverte a seminare zizzania e false dicerie tra i suoi colleghi in modo da ottenere la tanto agognata promozione a ispettore.
L'uomo fa anche parte della loggia massonica della città, di cui sono membri sia il suo capo che il suo unico amico, il mite Clifford Blades, al quale non risparmia angherie e tiri mancini di ogni genere e la cui moglie Bunty è vittima di una serie di telefonate da parte di un maniaco che in realtà è proprio Bruce. Le uniche persone verso cui questi mostra un affetto sincero sono la moglie Carole, la figlia Stacey e Mary, una donna che ha incontrato quando tentò di salvare suo marito colto da un infarto in mezzo alla strada.
Per superare i suoi problemi, Bruce si vede con un medico, il dottor Rossi, ma in realtà non assume nessuno dei medicinali che questi gli ha prescritto; nonostante il suo modo di comportarsi gli viene comunque affidato il doppio incarico di scoprire chi ha ucciso un giovane giapponese nel tunnel della stazione e chi è il maniaco che importuna Bunty Blades.
Tra visioni distorte, sesso, fiumi di alcol e droghe e comportamenti al limite del criminale, Bruce si renderà conto di trovarsi in questo stato a causa di due grandi traumi: l'aver involontariamente provocato da piccolo la morte del fratellino e l'abbandono da parte della moglie, a causa del quale ha iniziato a vestirsi come lei per "averla vicina".
Dopo aver ucciso il capo della banda responsabile della morte del giovane asiatico ed essere stato degradato a causa dei suoi comportamenti, Bruce invia un video a Clifford in cui lo spinge ad essere più forte e a riprendersi sua moglie; poco dopo si impicca nell'ingresso di casa sua, dopo un breve tentennamento derivante dall'aver visto Mary fuori dalla porta.

## Produzione
Le riprese del film partono il 23 gennaio 2012 e si svolgono tra Scozia, Belgio, Germania e Svezia.

## Promozione
Il primo trailer, vietato ai minori, viene diffuso il 13 aprile 2013.

## Distribuzione
La pellicola è stata distribuita il 4 ottobre 2013 nelle sale cinematografiche britanniche.

## Riconoscimenti
- 2013 - British Independent Film Awards
  - Miglior attore a James McAvoy
  - Candidatura per il miglior regista a Jon S. Baird
  - Candidatura per la miglior attrice non protagonista a Shirley Henderson
  - Candidatura per il miglior attore non protagonista a Eddie Marsan
  - Candidatura per la miglior produzione
- 2014 - London Critics Circle Film Awards
  - Miglior attore britannico dell'anno a James McAvoy
  - Miglior regista a Jon S. Baird
  - Candidatura per il miglior film britannico
  - Candidatura per il miglior supporto tecnico (montaggio) a Mark Eckersley
- 2014 - Empire Awards
  - Miglior attore a James McAvoy
  - Candidatura per il miglior film britannico
- 2013 - Key Art Awards
  - Terzo posto per il miglior trailer
- 2014 - BAFTA Scotland Awards
  - Miglior attore a James McAvoy
  - Candidatura per il miglior regista a Jon S. Baird
  - Candidatura per il miglior film
- 2015 - Creativity Awards
  - Miglior poster promozionale
  - Miglior poster
- 2014 - Davey Awards
  - Miglior poster promozionale
  - Miglior disegni e illustrazioni in un poster
- 2014 - Golden Trailer Awards
  - Candidatura per il miglior poster straniero
  - Candidatura per il poster straniero più originale